# Richard Lugar
Richard Green (Dick) Lugar (Indianapolis (Indiana), 4 april 1934 - Falls Church, 28 april 2019) was een Amerikaans politicus. Hij was een Republikeins senator namens de staat Indiana. Hij was het langstzittende Republikeinse lid van de senaat.
Lugar studeerde af aan de Denison University in 1954. Daarna studeerde hij met een Rhodesbeurs door aan Pembroke College in Oxford en studeerde daar af in 1956. Van 1957 tot 1960 diende hij in de Amerikaanse marine. Zijn familie had een eigen boerderij. Na zijn tijd in het leger hield Lugar zich daarmee bezig.
De senator was sinds 1956 getrouwd met Charlene Smeltzer. Samen hadden zij vier zonen. Beiden waren lid van een Methodisten-kerk.

## Politieke carrière

### Burgemeester van Indianapolis
Zijn politieke carrière begon doordat hij zitting had in een schoolraad van 1964 tot 1967. Het serieuze werk begon in 1968 toen hij gekozen werd als burgemeester van Indianapolis. Hij zou twee termijnen deze functie bekleden. Tijdens zijn burgemeesterschap stond hij wel bekend als Richard Nixons favoriete burgemeester, omdat hij van mening is dat de federale overheid zo veel mogelijk bevoegdheden als mogelijk is zou moeten overdragen aan de lokale overheden.

### Senator
In 1976 stelde Lugar zich voor de eerste keer verkiesbaar voor de Senaat, maar verloor van de toenmalig zittende senator Birch Bay. Twee jaar later kreeg hij het voor elkaar wel gekozen te worden. Sindsdien is hij vijf maal herkozen. Voor de laatste keer in 2006 met meer dan 85 procent van de kiezers die achter hem stond.
In augustus 2005 bracht Lugar samen met de net zittende senator Barack Obama een bezoek aan Rusland, Azerbeidzjan en Oekraïne om de nucleaire vestigingen te controleren. Op het vliegveld van Perm werd hij echter voor drie uur vastgezet. Na overleg tussen Russische en Amerikaanse diplomaten werd hij weer vrijgelaten en boden de Russen hem uitgebreid hun excuses aan voor het incident.
Lugar had goede banden met zowel president Barack Obama en vicepresident Joe Biden. Obama beschreef hem als een van de personen die zijn denken had gevormd. Rond het aantreden van de nieuwe president ging het gerucht dat deze de senator zou willen als de nieuwe minister van Buitenlandse Zaken, maar dat Lugar liever bleef vasthouden aan zijn senaatszetel. In maart 2012 verloor hij tijdens de Republikeinse voorverkiezingen van Richard Mourdock. Veel kiezers waren ontevreden over Lugars gematigde koers. Bovendien verbleef hij nog zelden in Indiana. Mourdock verloor op zijn beurt tijdens de algemene verkiezingen van de Democraat Joe Donnelly.

#### Standpunten als senator
In de Senaat heeft Lugar zich sterk ingezet voor de wereldwijde vermindering van het bezit en gebruik van nucleaire, chemische en biologische wapens. In 1991 kwam hij met een plan om het wapenarsenaal te verminderen uit de net uit elkaar gevallen Sovjet-Unie. In een programma, waarin Lugar een belangrijke stimulator achter was, werden ruim 5200 kernkoppen gedeactiveerd.
Ook heeft hij zich ingezet voor de ontwikkeling van bio-brandstoffen die op de lange termijn voor olie en gas in de plaats zouden moeten komen. Daarnaast heeft hij ervoor gezorgd dat het schoollunch-programma blijft bestaan. In 2007 kwam hij samen met toenmalig senator en momenteel vicepresident Joe Biden dat Pakistan anderhalf miljard dollar steun per jaar krijgt voor de ontwikkeling van haar economie.
Een opvallende toespraak gaf Lugar op 25 juni 2007. Tot dan toe had hij president George W. Bush gesteund met betrekking tot de oorlog in Irak. In de speech stelde hij echter dat de plannen van Bush voor Irak hadden gefaald. De toespraak had vooral grote invloed omdat hij een van de langst zittende senatoren was.
Met betrekking tot Cuba heeft Lugar president Obama opgeroepen om een einde te maken aan de boycot tegenover Cuba. Niet alleen omdat de boycot niet helpt om de mensenrechten en democratie op het eiland te verbeteren, maar ook omdat het contraproductief werkt wat betreft de nationale veiligheid en belangen van de Verenigde Staten.

### Kandidaat voor het presidentschap
In 1996 stelde Lugar zich kandidaat voor het presidentschap, maar werd niet gekozen. Hij kwam bij de Republikeinse voorverkiezingen niet verder dan de vijfde plaats.

## Onderscheidingen
2007: Four Freedoms Award Freedom medal
- Gemeinsame Normdatei: 120860473
- International Standard Name Identifier: 0000 0000 5570 6263
- Library of Congress Control Number: n83125294
- Nationale Bibliotheek van Letland: 000007277
- National Archives and Records Administration: 10568279
- Nationale Bibliotheek van Israël: 987007340619905171
- Nederlandse Thesaurus van Auteursnamen: 128501618
- SNAC: w6w49z25
- Système universitaire de documentation: 15188353X
- Biographical Directory of the United States Congress: L000504
- Virtual International Authority File: 234943193
- WorldCat: E39PBJgRWB8trCkXvgtdF78DMP